# تعلم عن غيب

التعلم عن غيب أو الحفظ الصم هي تقنية في التعلم يتم خلالها تجنب فهم الموضوع قيد التعلم ويستعاض عن ذلك بتذكر الموضوع فقط.

## كيفية التعلم عن غيب
تتم ممارسة هذه الطريقة في التعلم عن طريق التكرار الدائم والمتكرر للنص موضوع التعلم إلى أن يتم حفظ النص دون فهم لمغزاه، والفكرة من التكرار نابعة من كون عملية استذكار المعلومات المحتواة في النص تقوى كلما زاد التكرار.

## مجالات التطبيق
تستخدم طريقة التعلم عن غيب بكثرة في مجالات المعارف التأسيسية أو العلوم الأساسية مثل جداول العناصر الذرية، تحسين اللفظ في القراءة، تعلم كلمات جديدة، جداول الضرب في الرياضيات الخ لأن هذه الطريقة ذات حدين.

## ايجابيات وسلبيات
طريقة التعلم عن غيب هي محاولة لتجنب الفهم والتعمق في النص قيد التعلم والدراسة وهي طريقة غير فعالة في التعلم بالنسبة للمستويات العلمية المتقدمة، إلا أنها ما تزال طريقة فعالة وذات فائدة في اجتياز بعض أنواع الامتحانات وذلك دون فهم للمغزى وإنما اعتمادا فقط على الذاكرة، ومن المحتمل لمتبعي طريقة التعلم عن الغيب النجاح في مثل هذه الامتحانات خاصة فيما إذا كانت الأسئلة المطروحة في الامتحان منسجمة مع هذه الطريقة.